# Plethodon albagula
Plethodon albagula (лат.) — вид хвостатых амфибий семейства безлёгочные саламандры. Эндемик Соединенных Штатов Америки и встречается в двух разрозненных популяциях: от Миссури до Оклахомы и Арканзаса, а также в южно-центральном Техасе.

## Описание
Имеют большие выпуклые глаза и длинные хвосты. Окраска обычно чёрная с белым крапом. У некоторых экземпляров белые крапинки превращаются в большие белые пятна по бокам тела.

## Поведение
В основном ведёт скрытный ночной образ жизни, обычно встречается под камнями или предметами во влажных лесах. Обычно не встречается в местах скопления людей. Яйца откладывает во влажных, защищённых местах. Отсутствует водная личиночная стадия.